# 达尼埃尔·米勒
达尼埃尔·米勒（德語：Daniel Müller，1965年5月29日—），瑞士男子冰壶运动员。他曾代表瑞士获得1998年冬季奥运会冰壶比赛男子团体金牌。他也参加过1997年欧洲冰壶锦标赛。